# Glinki (powiat de Sochaczew)
Glinki  [ˈɡlinki] est un village polonais de la gmina de Nowa Sucha dans le powiat de Sochaczew et dans la voïvodie de Mazovie.
Il se situe à environ 6 kilomètres au sud-est de Nowa Sucha, 11 kilomètres au sud de Sochaczew et à 55 kilomètres à l'ouest de Varsovie.